# Veřejná bezpečnost (Cehoslovacia)

Stema Cehoslovaciei

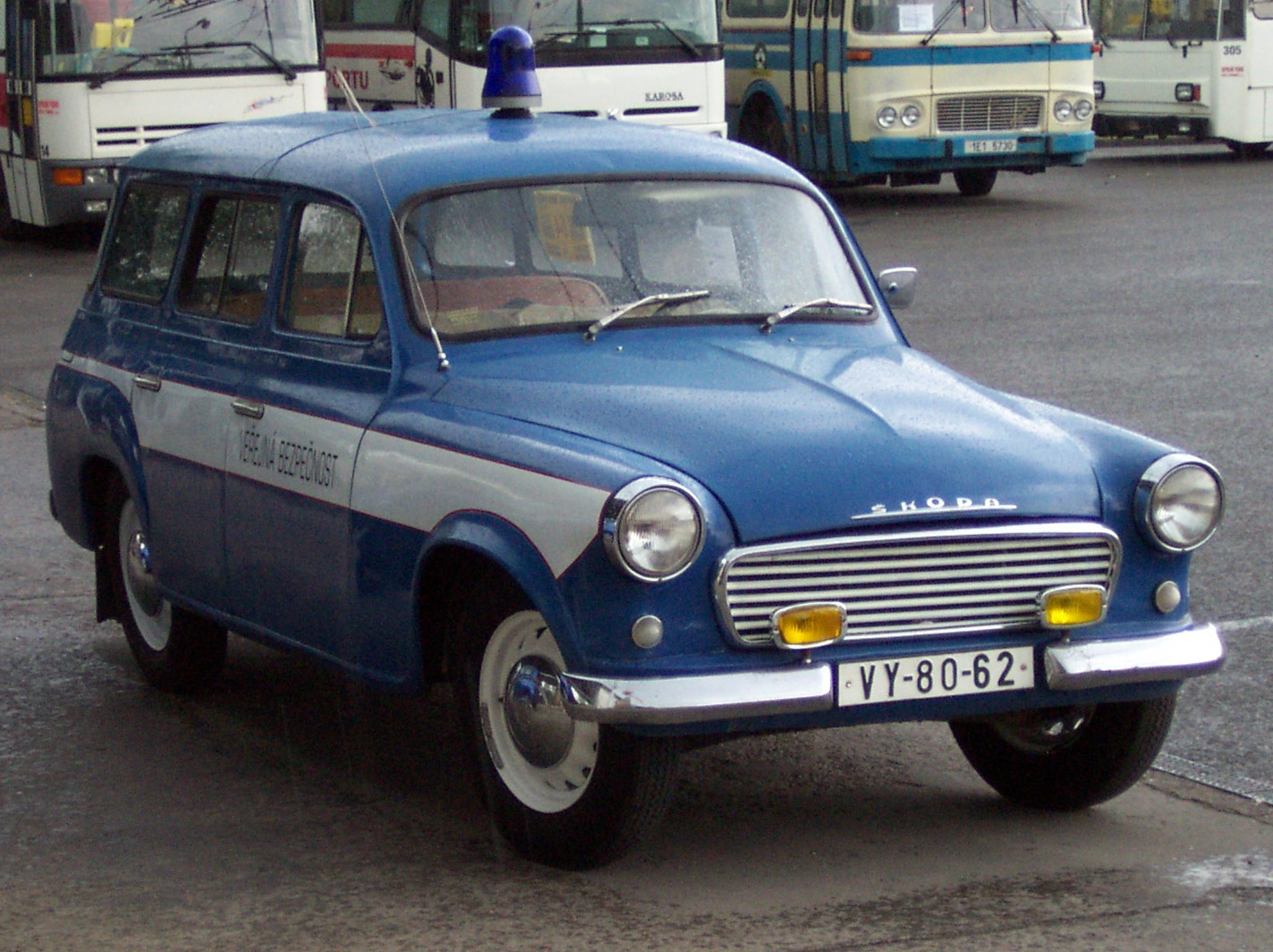
Škoda 1202 VB restaurată din anii 1960 în Pardubice, 2007

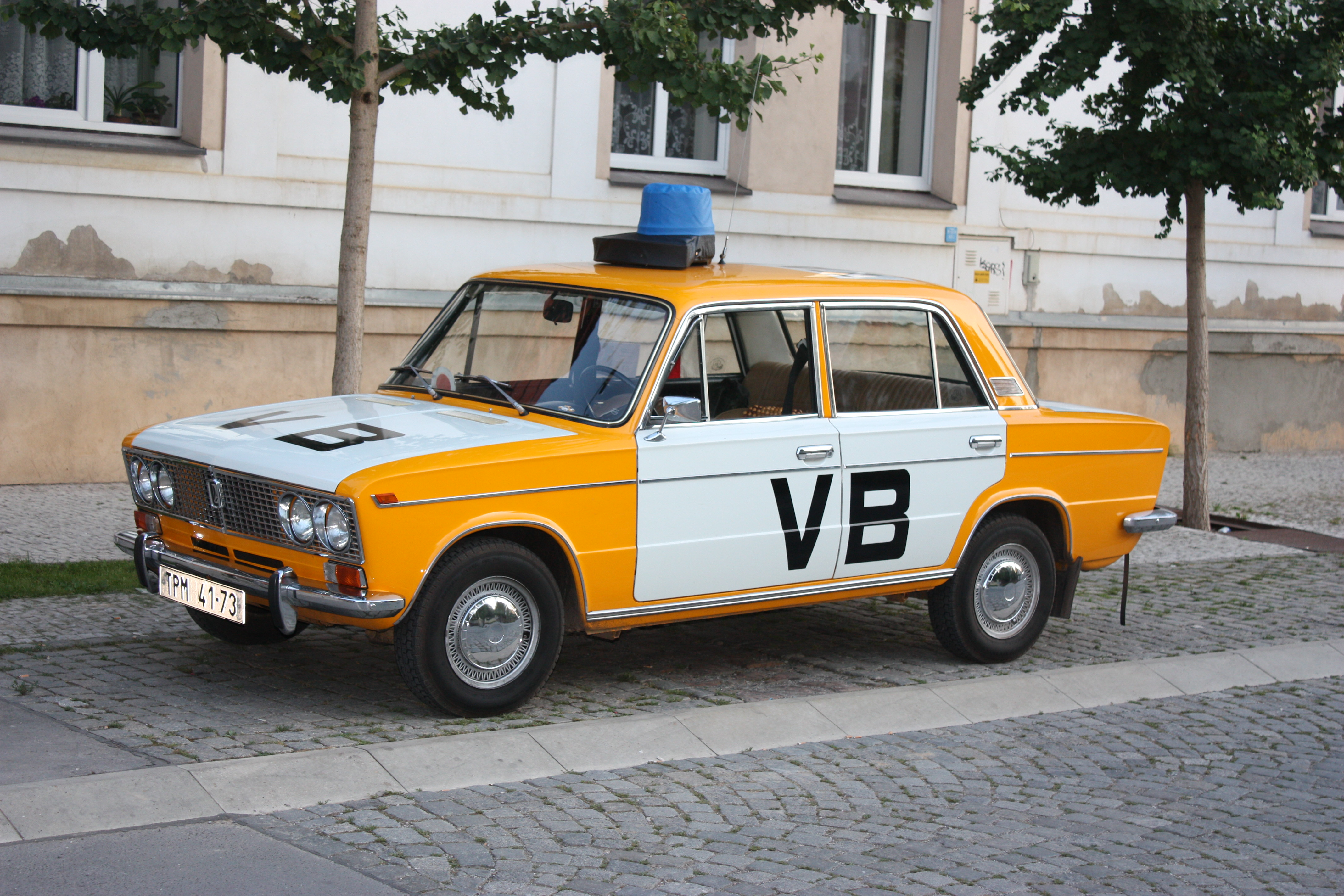
Lada 2103 în culori istorice de Securitate Publică (foto din 2009)

Veřejná bezpečnost (tradus din cehă  în română securitate publică, în slovacă Verejná bezpečnosť, acronim VB) a fost unul dintre cele două departamente ale Corpului de Securitate Națională - Sbor národní bezpečnosti (acronim SNB). Ca organism executiv, VB a îndeplinit sarcinile de poliție în Cehoslovacia după cel de-al Doilea Război Mondial până în 1991.

## Istoric
Unitățile de poliție au fost înființate între 1945 și 1947. Ca parte a reformei poliției din 1991, mari părți ale VB din partea cehă a țării au fost restructurate și redenumite Policie České Republiky („Poliția Republicii Cehe”). În Slovacia, poliția se numește acum Policajý zbor („Corpul de poliție”) sau pe scurt Policia.

## Organizare

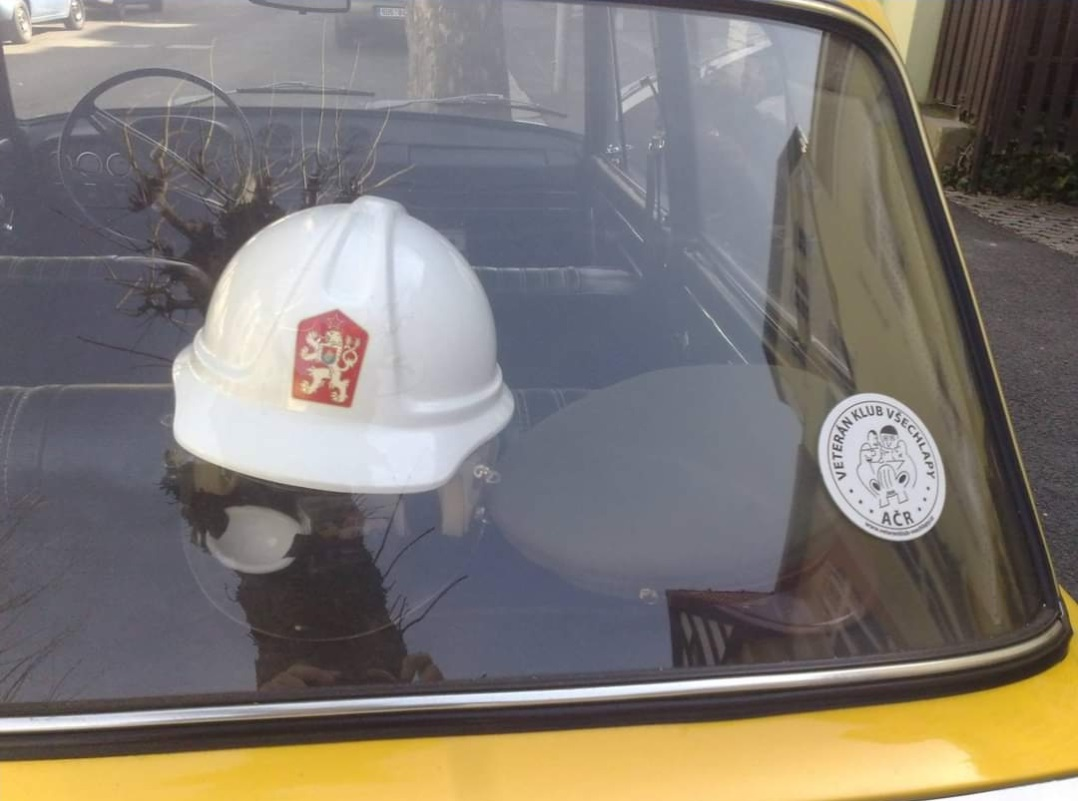
O cască de polițist folosită de Siguranța Publică

VB a fost împărțit în Ordine Publică și Circulație VB („Patrula de Autostrăzi”), VB Investigații Criminale (care se ocupă cu infracțiuni majore, criminalistică) și o secție Securitatea Infrastructurii (care se ocupă cu securitatea clădirilor importante, a dotărilor etc.). Avea detașamente regionale, raionale, municipale și locale. A fost desființată la 15 iunie 1991, iar funcțiile sale au fost transferate noilor forțe de poliție din Republica Cehă și Slovacă.
Aripa auxiliară era „Garda Auxiliară de Securitate Publică” (Pomocná stráž VB), recrutată din rândul cetățenilor „politic de încredere” de peste 21 de ani, care purtau o banderolă roșie cu „PS VB”. Garda era folosită în general pentru controlul traficului și îndatoririle de ordine publică.
Vehiculele VB erau inițial albastre, cu o linie albă de-a lungul lateralului. Vehiculele ulterioare aveau panouri vopsite în portocaliu și alb. Numele complet „Veřejná bezpečnost” a fost folosit cu designul albastru, în timp ce vehiculele ulterioare aveau doar literele VB scrise pe ușile albe.